# Contingut de marca
Contingut de marca (branded content en anglès) consisteix a generar continguts vinculats a una marca que permetin connectar a aquesta marca amb el consumidor. És un tipus de publicitat menys intrusiva, més personalitzada i d'alt valor per al consumidor. En el màrqueting digital, és una estratègia fonamental per entendre els gustos del client potencial i mostrar-li el que vol o necessita i atraure'ls sense que en siguin massa conscients.
No s'ha de confondre amb Product Placement o altres tipus d'eines de publicitat, en el Branded Content la marca o els seus productes no apareixen necessàriament dins del contingut.

## Exemples
Exemples de campanyes de Branded content són els dibuixos de Popeye, les "soap opera"americanes o la pròpia Guia Michelin
Els primers promotors del Branded Content a Espanya foren Marc Ros i Risto Mejide, des de la seva agència AFTERSHARE.TV van crec l'event Branducers com a primer Fòrum de debat sobre el Branded Content.